# Excelsior (Minnesota)
Pour les articles homonymes, voir Excelsior.
Excelsior est une ville du comté de Hennepin, dans l’État du Minnesota, aux États-Unis. Sa population s’élevait à 2 188 habitants lors du recensement de 2010, estimée à 2 316 habitants en 2016.

## Source
- (en) Cet article est partiellement ou en totalité issu de l’article de Wikipédia en anglais intitulé « Excelsior, Minnesota » (voir la liste des auteurs).